# Marcelo Fernández Nieto
Marcelo Fernández Nieto (Mazariegos, 30 de diciembre de 1916-Salamanca, 6 de marzo de 1999) fue un magistrado, fraile dominico y abogado español. Durante las décadas de 1960 y 1970, colaboró activamente con la dictadura franquista, siendo nombrado por ello alcalde de Salamanca y procurador en Cortes, así como gobernador civil de la provincia de Zamora.

## Biografía
Nacido el 30 de diciembre de 1916 en la localidad palentina de Mazariegos, fue fraile dominico. En 1936 se sublevó contra el Gobierno de la II República y, durante la guerra civil española, militó en el requeté. Más tarde, en 1939, una vez acabada la guerra, se afilió como miembro de FET y de las JONS, y del Frente de Juventudes, el nuevo partido político aglutinante y organización juvenil de todo el aparato de la dictadura. Se definió como un «adicto en todo al "nuevo Estado"» franquista.
Fue designado por la dictadura procurador en las Cortes franquistas en representación del llamado "tercio familiar" entre 1967 y 1977. Igualmente, durante la dictadura, también desempeñó por designación del dictador Franco el cargo de alcalde de Salamanca entre el 2 de mayo de 1969 y el 31 de mayo de 1971. En 1976, el último Gobierno de la dictadura le nombra, como agradecimiento a los servicios prestados, gobernador civil de Zamora (así como jefe provincial del «Movimiento Nacional»). Tras la celebración de las primeras elecciones parcialmente democráticas, aún preconstitucionales, en 1977, es cesado fulminantemente de todos sus cargos.
Fue magistrado juez de Salamanca, ejerciendo también la abogacía, así como presidente de la Audiencia Provincial de Zamora.
Presidente de la Asociación Provincial de Familias Numerosas de Salamanca, en 1966 formó parte de la comisión encargada de organizar la primera reunión de la Unión Nacional de Asociaciones Familiares (UNAF).
Fue el padre del político del Partido Popular Alfonso Fernández Mañueco, alcalde de Salamanca entre 2011 y 2018 y Presidente de la Junta de Castilla y León desde 2019, y de José María Fernández Mañueco, presidente de la Unión Deportiva Salamanca en 2011.
En 1970 fue pregonero de la Semana Santa de Salamanca.